# خنثى

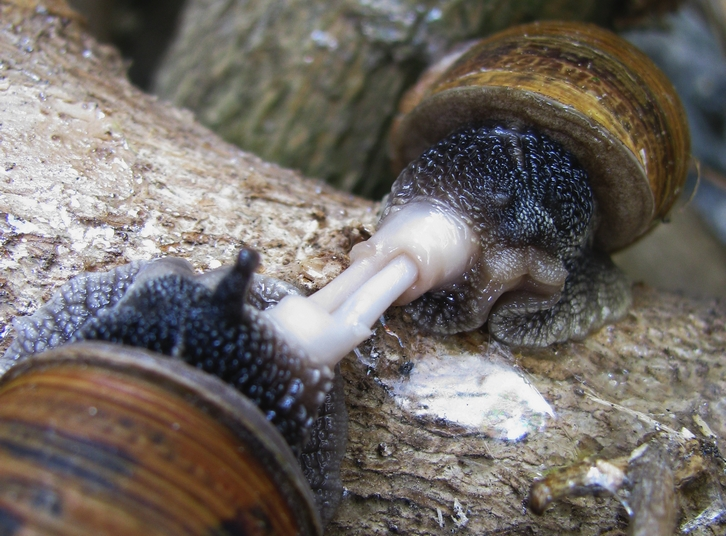
تزاوج حلزون الحدائق

الخنثى أو ثنائية الجنس أو الخنثية (باللاتينية: Hermaphroditus) هو كائن حي له أعضاء تكاثرية ذكرية وأنثوية. في الكثير من الحيوانات التي ليس لديها جنس منفصل يكون الشكل ثنائي الجنس هو الشكل العام للتكاثر الجنسي أي أنها تنتج الحيوانات المنوية والبويضات في جسم واحد، ولكن الحيوانات المنوية والبويضات تنتج في فترات مختلفة لا تتصادف مع بعضها لذلك لا بد أن يكون هنالك حيوان آخر من نفس النوع لإتمام عملية التكاثر. ومن أبرز الأمثلة على هذا النوع هي دودة الأرض.

## أصل الكلمة
يعود أصل كلمة خنثى (بالإنجليزية: hermaphrodite) إلى الكلمة اللاتينية hermaphroditus  والإغريقية ἑρμαφρόδιτος (hermaphroditos)، وتأتي من كلمة Ἑρμαφρόδιτος (Hermaphroditus) هو ابن هيرميز وأفروديت في الميثولوجيا الإغريقية، الذي انصهر بحسب أوفيد مع حورية سلماسيز ما أدى إلى امتلاكه سمات جسدية من كلا الجنسين الذكري والأنثوي. ووفقًا لديودور الصقلي السابق، ولد هيرمافروديت بجسد يجمع الجنس الذكري والأنثوي. دخلت كلمة hermaphrodite إلى القاموس الإنجليزي منذ مطلع القرن الرابع عشر. أفاد ألكسندر أب ألكساندرو من خلال استخدامه لمصطلح خنثى أن الأثينيين والرومان يعتبرون الأشخاص ذوي الجنسين الذكري والأنثوي وحوشًا، وأُلقيت في بحر أثينا ونهر التيبر في روما.

## البشر
استُخدم مصطلح خُنثى في الأدب القديم لوصف أي شخص لا تتناسب خصائصه الجسدية بشكل دقيق مع تصنيفات الذكر والأنثى، إلا أن بعض الناس يحتجون سعيًا لاستبدال المصطلح بـ «ثنائية الجنس». يصف مصطلح «ثنائية الجنس» مجموعة متنوعة من تركيبات مما يعتبر بيولوجيا الذكور والإناث. قد تتضمن بيولوجيا ثنائيي الجنس، على سبيل المثال، الأعضاء التناسلية الخارجية التي تبدو غامضة وأنماط الكريولوجيا أو علم النوى الخلوية التي تشمل أزواج الكروموسومات XX وXY المختلطة.
من الناحية السريرية، يصف الطب حاليًا الأشخاص ثنائيي الجنس على أنهم أفراد يعانون من اضطرابات في النمو الجنسي، وهو مصطلح متنازع عليه بشدة. يعود ذلك بشكل خاص إلى العلاقة بين المصطلحات الطبية والتدخل الطبي. انتقدت منظمات مجتمع ثنائيي الجنس المدني إلى جانب العديد من مؤسسات حقوق الإنسان، التدخلات الطبية المصممة على جعل الهيئات ثنائية الجنس أكثر نموذجية وتميل إلى الذكور أو الإناث فقط.
يظهر بعض الأشخاص ثنائيي الجنس مثل بعض الأفراد الذين يعانون من متلازمة عدم حساسية الأندروجين، بالكامل على أنهم إناث أو ذكور، في كثير من الأحيان دون إدراكهم أنهم ثنائيي الجنس. تُحدد أنواع أخرى من حالات ثنائي الجنس على الفور عند الولادة، لأن الأفراد المصابين بهذه الحالة يكون لديهم عضو جنسي أكبر من البظر وأصغر من القضيب.
أُطلق تاريخيًا على بعض البشر اسم «المخنثين الحقيقيين» في حال احتوت أنسجة الغدد التناسلية لديهم على كل من أنسجة الخصية والمبيض، أو مخنثين كاذبين إذا اختلف مظهرهم الخارجي (النمط الظاهري) عن الجنس المتوقع من الغدد التناسلية الداخلية. لم تعد هذه اللغة مناسبة بسبب المفاهيم الخاطئة والدلالات الإنتقاصية المرتبطة بالمصطلحات، بالإضافة إلى التغيير نحو التسميات المعتمدة على علم الوراثة.
تحدث حالة ثنائية الجنس أحيانًا بسبب هرمونات جنسية غير طبيعية. قد تكون الهرمونات غير المعتادة ناتجة عن مجموعة غير نمطية من الكروموسومات الجنسية. أحد التفسيرات المحتملة للفيزيولوجيا المرضية لثنائي الجنس في البشر هو انقسام بكري التوالد للبيضة الأحادية إلى بويضتين فردانيتين. عند إخصاب البويضتين عن طريق خليتين منويتين (إحداهما تحمل كروموسوم X والأخرى تحمل كروموسوم Y)، تندمج البويضتين المخصبتين معًا مما يؤدي إلى تولد شخص لديه أعضاء تناسلية مزدوجة عبارة عن غدد تناسلية (خصمبيض) وجنس وراثي. سبب آخر شائع لحالة ثنائي الجنس هو عبور عامل تحديد الخصية من الكروموسوم Y إلى الكروموسوم X أثناء الانقسام المنصف. يتنشط عامل تحديد الخصية في مناطق معينة فقط، مما يسبب تطور الخصيتين في بعض المناطق من خلال تفعّل سلسلة من الأحداث التي تبدأ بتنظيم عامل النسخ SOX9، فيما لا تتنشط مناطق أخرى (ما يسبب نمو أنسجة المبيض). وبالتالي، ستظهر كل من أنسجة الخصية والمبيض في نفس الفرد.
يصف الأطباء أحيانًا الأجنة قبل التمايز الجنسي على أنها أنثى مما يفسر العملية، وهو أمر غير صحيح تقنيًا. كان البشر قبل هذه المرحلة ببساطة غير متمايزين ولديهم قناة كلوة جنينية موسطة إضافية وقناة كلوة جنينية موسطة وحديبة أو طية تناسلية.